# Ржавчина и кость
«Ржавчина и кость» (фр. De rouille et d'os) — французско-бельгийский художественный драматический фильм режиссёра Жака Одиара, премьера которого состоялась 17 мая 2012 года. В главных ролях задействованы Марион Котийяр и Маттиас Схунартс. Экранизация одноимённого сборника рассказов Крэйга Дэвидсона.
Лента вошла в основную конкурсную программу 65-го Каннского кинофестиваля, чтобы побороться за «Золотую пальмовую ветвь», но уступила эту кинематографическую награду. Многие мировые киноаналитики прочили Марион Котийяр приз за лучшую женскую роль на данном киносмотре, а позже актриса стабильно входила в большинство списков претендентов на «Оскар», но в итоге осталась без номинации.

## Сюжет
История начинается на севере Франции. Али (Маттиас Схунартс) остаётся один без жилья, без денег со своим пятилетним сыном Сэмом (Арман Вердьюр) и перебирается в Антиб, на юг, к своей сестре с её мужем. Они отдают в их распоряжение гараж. Сестра приглядывает за ребёнком. Али устраивается на работу вышибалой в ночном клубе.
Драка в ночном клубе сталкивает главного героя со Стефани (Марион Котийяр). Разнимая драчунов, он незначительно травмирует руку. Али отвозит девушку домой и напрашивается к ней в квартиру под предлогом своей травмы. Набирая лёд из холодильника он натыкается на сожителя Стефани Симона. Между мужчинами пробегает искра конфликта, которую пресекает Стефани, отметив для себя, что её парень спасовал перед вышибалой из клуба. Али уходит, но оставляет свой номер телефона.
Стефани работает дрессировщицей косаток в парке Marineland («Мир воды»). Одно из представлений завершается трагедией, в результате которой Стефани остаётся без ног. Очнувшись в больнице, она не сразу осознает, что теперь она инвалид. Попытка припрятать скальпель проваливается. Девушку выписывают.
Али в хорошей физической форме, постоянно тренируется и смотрит бои. Это не остается без внимания и ему предлагают подзаработать на участии в боях. И тут ему звонит Стефани. Он навещает её, вытаскивает погулять и привозит на пляж. Девушка постоянно сопротивляется, но в конце концов просит отнести её в воду. Постепенно Али вдыхает в неё жизнь. Она интересуется его увлечениями и, узнав о боях, хочет его отговорить, предложив ему денег, которые бы он получил за бой, но, поняв истинный смысл его участия, просит взять её с собой.
Свалившееся на Али отцовство даётся ему с трудом. То он забывает вовремя забрать ребёнка из школы из-за интрижки с фитнес-тренершей, то заговорившись по телефону, не замечает как ребёнок ускользает во двор.
Стефани и Али всё больше сближаются. Он знакомит её со своей сестрой и сыном.
Участвуя в неравном бое, будучи близким к поражению Али смотрит на выходящую из машины дрессировщицу, которая всегда смотрела все бои через стекло, и одерживает победу.
После такого сложного боя все идут отдыхать в клуб, где победитель подцепляет девушку в присутствии Стефани и уходит с ней из клуба. Сидя за барной стойкой к дрессировщице подкатывает мужчина, заметив её увечья он извиняется, чем злит девушку.
На следующий день между главными героями происходит неприятный разговор. Вслед за этим сестру, которая приютила брата с его сыном, увольняют из магазина за воровство списанных товаров. В этом косвенно замешан сам Али. Сестра и её муж требуют уйти виновника её увольнения. Он уходит, оставив всё.
Через некоторое время показывают как Али тренируется и профессионально занимается карьерой боксера. Муж его сестры привозит Сэма повидаться к отцу.
Во время прогулки по льду, ребёнок проваливается под лёд и его относит от места падения. Сэм оказывается подо льдом. Али пытается разбить лёд руками. Разбив руки до крови и раздробив кисти, ему удаётся добраться до сына. В больнице мальчик приходит в сознание, пробыв в коме 3 часа. Али передают трубку, на другом конце Стефани. Она готова его отпустить и звонит попрощаться, но он просит его не бросать.

## В ролях
| Актёр              | Роль     |
| ------------------ | -------- |
| Марион Котийяр     | Стефани  |
| Маттиас Схунартс   | Али      |
| Були Ланнерс       | Мартиаль |
| Селин Саллетт      | Луиз     |
| Коринн Масьеро     | Анна     |
| Мура Фрарема       | Фуд      |
| Жан-Мишель Форрейя | Ричард   |
| Арман Вердьюр      | Сэм      |

## Создание
Съёмки фильма стартовали в октябре 2011 года и проходили на протяжении двух месяцев в Антибе, Канне, Бельгии, Париже и северной Франции. Для демонстрации ампутированных ног у главной героини, Котийяр пришлось носить специальные зелёные гольфы, которые позже были обработаны на компьютере.

## Отзывы
Критики высоко оценили фильм: 82 % на Rotten Tomatoes со средним рейтингом 7,6 из 10 и 72 балла из 100 на Metacritic.

## Награды и номинации
- 2012 — номинация на премию Всемирной музыкальной академии лучшему композитору (Александр Деспла).
- 2012 — участие в основной конкурсной программе 65-го Каннского кинофестиваля.
- 2012 — главный приз за лучший фильм на романтическом кинофестивале в Кабуре.
- 2012 — Голливудская кинопремия за лучшую женскую роль (Марион Котийяр).
- 2012 — главный приз за лучший фильм на Лондонском кинофестивале.
- 2012 — номинация на премию британского независимого кино за лучший международный независимый фильм.
- 2012 — три приза международного кинофестиваля в Вальядолиде: лучшая мужская роль (Маттиас Схунартс), лучшая режиссёрская работа (Жак Одиар), лучший сценарий (Крэйг Дэвидсон, Тома Бидеген, Жак Одиар).
- 2013 — номинация на премию «Независимый дух» за лучший иностранный фильм.
- 2013 — номинация на премию Гильдии киноактёров США за лучшую женскую роль (Марион Котийяр).
- 2013 — две номинации на премию «Золотой глобус»: лучшая женская роль в драме (Марион Котийяр), лучший фильм на иностранном языке.
- 2013 — две номинации на премию BAFTA: лучшая женская роль (Марион Котийяр), лучший фильм на иностранном языке.
- 2013 — премия «Гойя» за лучший европейский фильм.